# Protection sociale aux États-Unis
Pour les articles homonymes, voir Aide sociale.
La protection sociale aux États-Unis, qui englobe plusieurs programmes dont la sécurité sociale, couvre 85 % de la population américaine. Même si les droits sociaux ne sont pas inscrits dans la Constitution des États-Unis, le gouvernement de cette nation applique, depuis le New Deal et la création de l'État-providence (Welfare State) plusieurs programmes afin d’aider les personnes en difficulté. En 2000, 180 millions d’Américains (pour une population totale d'environ 300 millions) bénéficiaient de la Sécurité sociale.
Le système de répartition des aides sociales est pluraliste et décentralisé : l’État fédéral donne une enveloppe fixe prélevée sur le budget fédéral des États-Unis aux cinquante États fédérés. La protection sociale dépend de la situation de l'individu : l'assurance maladie n'était pas obligatoire jusqu'en 2013. Les programmes Medicare et Medicaid, créés par le président Lyndon Johnson dans le cadre de la « guerre contre la pauvreté », sont le premier poste du budget fédéral avec 23 % de celui-ci en 2011 et sont utilisés par les plus démunis. Les actifs passent en général par des assurances privées (Managed Care Organizations). Toutefois, même pour les assurés, le coût des soins de santé demeure très élevé, et serait selon une étude récente l'une des causes les plus importantes de faillites personnelles.
L’organisation fédérale des États-Unis entraîne des différences géographiques quant aux dépenses et aux redistributions sociales. Le pays est aussi le seul de l'Organisation de coopération et de développement économiques (OCDE) à ne pas verser des allocations familiales. Enfin, selon l'idée libérale dominante, la meilleure assurance sociale reste le plein emploi : les divers gouvernements qui se succèdent cherchent avant tout à maintenir la croissance économique et à faire baisser le chômage.
D'après le Pew Research Center, 55 % des américains ont perçu des aides sociales gouvernementales d'au moins un des six principaux programmes fédéraux au cours de leur vie.

## Histoire

### Chronologie
- 1933 : Federal Emergency Relief Administration contre le chômage, dans le cadre du New Deal.
- 1935 : Social Security Act : différentes aides sont créées : assurance-vieillesse, assurance-chômage, Aid to Dependent Children (ADC).
- 1938 (25 juin) : Fair Labor Standards Act améliorant les conditions de travail.
- 1963 : EP (Equal Pay) : salaire égal pour les hommes et les femmes.
- 1964 : le président Lyndon Johnson déclare « la guerre contre la pauvreté » lors de son discours sur l'état de l'Union.
- 1964 (30 août) : loi sur l’égalité des chances (Economic Opportunity Act).
- 1964 (31 août) : loi sur les bons alimentaires (Food Stamp Act).
- 1965 (30 juillet) : lancement des programmes Medicare et Medicaid.
- 1974 : Loi ERISA (Employee Retirement Income Security Act).
- 1981 : une cinquantaine de programmes sociaux sont supprimés par l’administration Reagan[5].
- 1984 : loi Hatch-Waxman (en) (ou Drug Price Competition and Patent Term Restoration Act) favorisant les médicaments génériques.
- 1988 : Family Support Act, l'un des premiers programmes conditionnels.
- 1993-1994 : Projet Clinton de réforme de la santé (échec de l’assurance maladie universelle).
- 1996 : Personal Responsibility and Work Opportunity Act et Health Insurance Portability and Accountability Act.
- 1997 : Introduction du Child tax credit (en), un crédit d'impôt destiné à accorder un allégement fiscal aux familles à revenu moyen et moyen supérieur selon le nombre d'enfant.
- 2010 : Barack Obama promulgue deux lois réformant l'assurance santé, le Patient Protection and Affordable Care Act et le Health Care and Education Reconciliation Act (en) de mars 2010, assurant une protection sociale à des dizaines de millions d'américains qui en sont dépourvus. Les assurances privées ne peuvent plus lâcher leurs clients pour des raisons de coûts ou médicales, l'assurance devenant en retour obligatoire.

### Évolution de la protection sociale américaine, des origines à l'an 2000
Traditionnellement, l'aide aux pauvres était l'affaire de sociétés caritatives ou des collectivités locales. Les immigrants fraîchement débarqués faisaient appel à leurs compatriotes pour les aider à commencer une nouvelle vie. À la fin du XIXe siècle et au début du XXe siècle, plusieurs États européens instaurèrent des systèmes d'assistance publique, fondés sur un système d'assurances sociales obligatoires, et non de charité privée.
Toutefois, le mouvement fut lent à s'installer aux États-Unis, la rapidité de l'industrialisation et la grande disponibilité des terres arables semblant confirmer la conviction que toute personne disposée à travailler pouvait trouver un emploi.
La Grande Dépression, qui commença en 1929 fit voler cette conviction en éclats. Pour la première fois dans l'histoire, un nombre considérable d'américains se trouvèrent au chômage à cause de la faillite généralisée des entreprises et des banques. La moitié des personnes âgées vit alors dans la misère.
Le président Herbert Hoover était convaincu que si le gouvernement n'intervenait pas, le monde des affaires serait capable de redresser l'économie (« La prospérité est au coin de la rue », affirmait-il). Pour porter secours aux nécessiteux, il fit confiance aux collectivités locales et aux gouvernements des États, mais ces derniers ne disposaient pas de fonds suffisants. Pour la plupart des américains de l'époque, Hoover n'avait pas su combattre la crise, aussi élurent-ils, en 1932, Franklin Roosevelt à la présidence.

#### Le New Deal

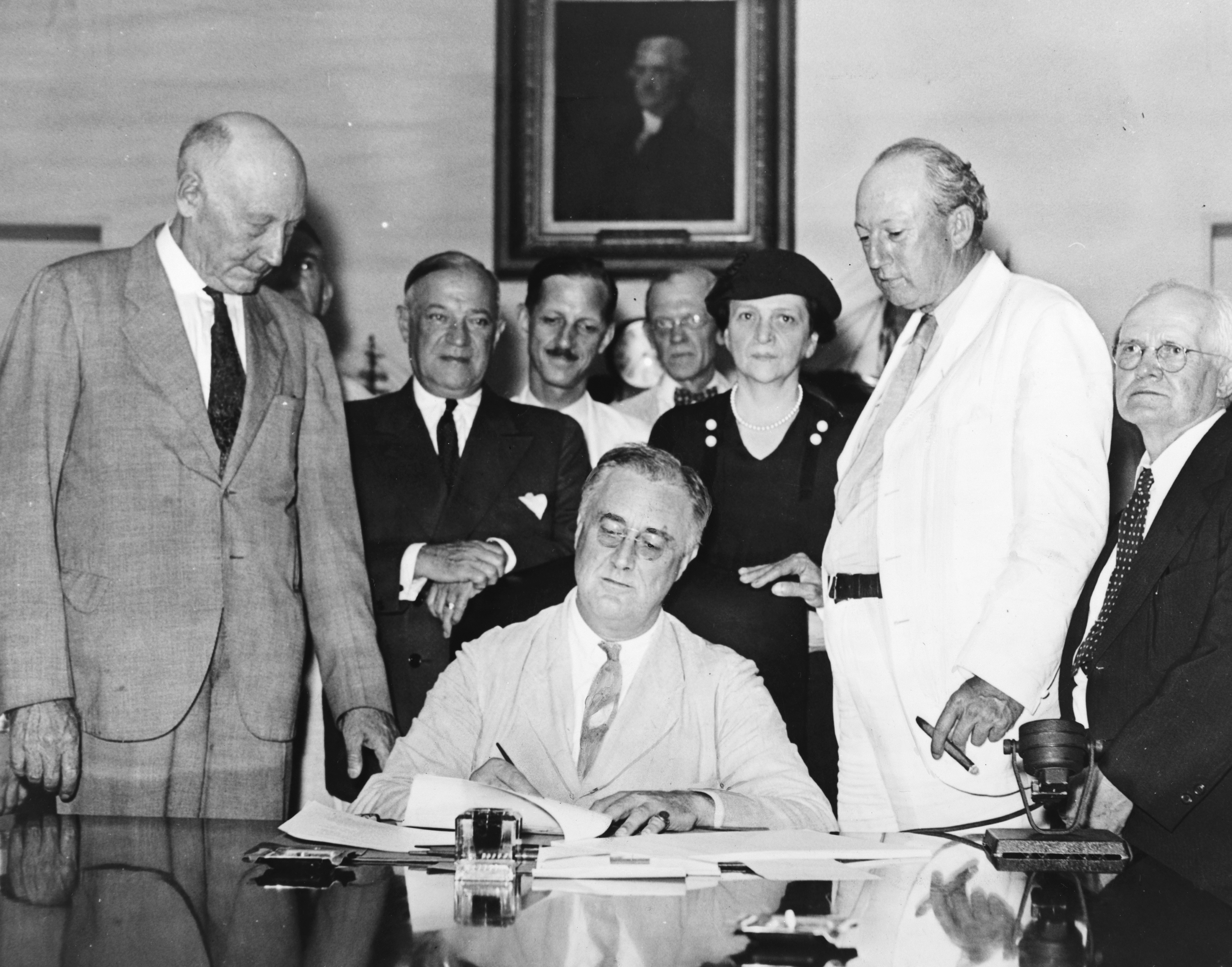
Roosevelt signant le Social Security Act, le 14 août 1935.

Quelques jours après son entrée en fonctions, Roosevelt proposa au Congrès une législation de réforme et de redressement. Presque toutes les mesures demandées par Roosevelt furent votées et, bientôt, le gouvernement créait des emplois pour des centaines de milliers de personnes dans le cadre d'énormes travaux d'intérêt public : construction de barrages (Tennessee Valley Authority), entretien de routes, rénovation de bâtiments publics, électrification des campagnes, protection des zones naturelles.
La plupart de ces projets lancés pendant la crise étaient des mesures temporaires, mais l'un d'entre eux, la Sécurité sociale, prévue par le Social Security Act de 1935, est devenu une institution nationale. La loi avait été impulsée par un comité d'experts de l'entourage de Roosevelt, sous la direction d'Edwin E. Witte.
Les partisans de ce projet estimaient qu'il permettrait de soulager les enfants qui assumaient la charge de s'occuper de leurs parents et qu'il libérerait des emplois occupés jusqu'ici par les séniors. La mesure faisait donc partie du New Deal, le programme général de Roosevelt pour faire baisser le chômage. Cette assurance vieillesse était financée non par de nouveaux impôts mais sur les salaires des employés et par une contribution patronale. En 1937, deux arrêts de la Cour suprême affirment la constitutionnalité de la loi.
Financé par les cotisations des salariés, le système garantit aux retraités une pension mensuelle modeste et aux personnes dans le besoin une indemnité de chômage, une allocation en cas d'accident du travail et d'autres prestations. Le versement des pensions peut commencer à 62 ans, mais beaucoup attendent l'âge de 65 ans pour les percevoir, car elles sont alors un peu plus élevées. Récemment, on s'est inquiété du fait que la Sécurité sociale ne disposera peut-être pas de fonds suffisants pour couvrir ses obligations au XXIe siècle, époque qui verra la population âgée augmenter de manière considérable. Les dirigeants politiques ont proposé divers moyens de compenser le déficit attendu, mais on discute toujours d'une solution à long terme.

#### LaGreat Society

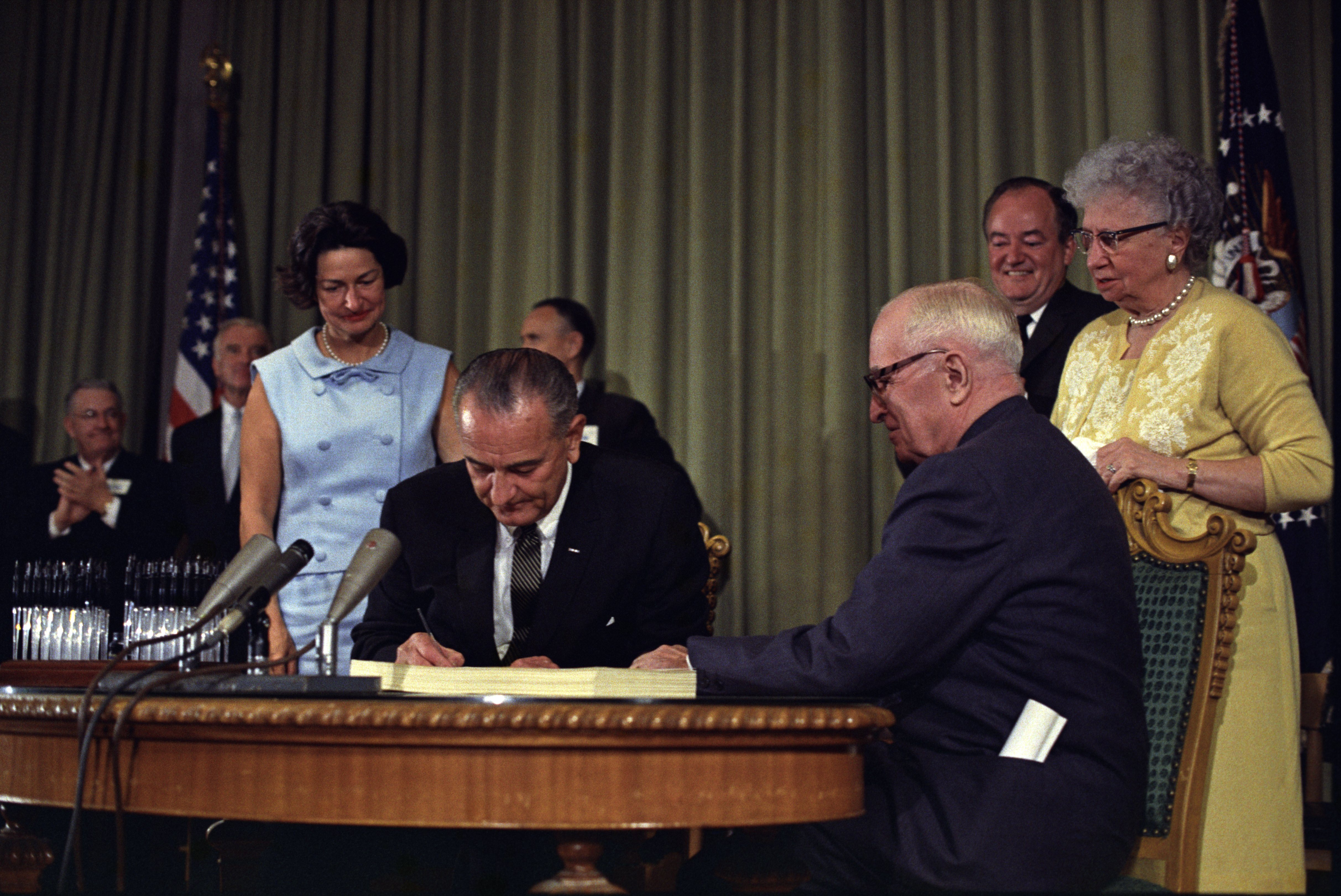
Le président Lyndon Johnson signant le Medicare Bill le 30 juillet 1965.

Le président Lyndon Johnson inscrit sa politique de « Great Society » au programme de travail du Congrès en janvier 1965 : aide à l'éducation, lutte contre la maladie, sécurité sociale, rénovation urbaine, embellissement, écologie, développement des zones négligées, lutte à grande échelle contre la pauvreté, contrôle et prévention du crime et de la délinquance, disparition des derniers obstacles au droit de vote. Le Congrès vote rapidement les lois correspondant aux recommandations de Johnson (dont le Food Stamp Act et le Economic Opportunities Act). À partir de 1965, des millions de personnes âgées ont bénéficié de l'amendement Medicare à la Loi sur la Sécurité sociale.
Sous Bill Clinton, le droit aux indemnités chômage fut limité ; des programmes de formations furent lancés pour stimuler l'emploi.

## Assistance envers les démunis
Contrairement aux idées reçues, le sort des pauvres ne laisse pas indifférent aux États-Unis. Un sondage effectué au début des années 1990 montrait néanmoins qu’à peine un Américain sur six pensait qu’il était du ressort de l’État de réduire les inégalités sociales.
Contrairement à l'État-providence européen, le modèle américain du welfare state fonctionne davantage aux aides sociales qu'aux sécurités sociales, aides qui ne sont versées qu'aux plus nécessiteux. Les entreprises assurent parfois leurs employés. Ainsi, les Big Three (General Motors, Ford et Chrysler) assuraient directement, en 2009, (santé et retraite) 2 millions d'employés ou de retraités.
En outre, la charité privée conserve une large importance : il y a plus de 650 000 associations caritatives aux États-Unis. Environ la moitié des lycéens sont inscrits dans des programmes d’intérêts généraux (appelés « community service »).
En 2009, alors que la crise s'aggravait, 28 millions de personnes recevaient des food stamps, tandis que les programmes fédéraux alimentaires visant à nourrir les élèves après l'école voyaient leur fréquentation exploser.

### Statistiques
En 2011, 46,2 millions de personnes vivent en dessous du seuil de pauvreté, selon l'Humanité.
En 2005, le revenu médian annuel des Américains était de 46 326 dollars. On recensait 37 millions d'Américains vivant sous le seuil de pauvreté, soit environ 12,6 % de la population. Ce chiffre était de 22 % en 1962.
Après la crise des subprimes, 31,6 millions d'Américains recevaient des bons alimentaires en septembre 2008 (soit 10,3 % de la population), record en chiffre absolu atteint depuis la loi de 1964 (Food Stamp Act).

### Les aides sociales
Les aides sociales sont désignées par le terme « welfare » et sont distribuées aux familles vivant en dessous du seuil de pauvreté ; le seuil de pauvreté est publié par le département de la santé et de l'aide publique. Dans la moitié des États, les individus doivent travailler pour la collectivité (en entretenant par exemple les lieux publics) pour avoir droit à leurs allocations. Les aides sont administrées et financées par les États. Les États fédérés reçoivent aussi des fonds du gouvernement fédéral. Ils ont obligation de résultats et mettent en place des programmes d’insertion : plus le nombre d’indigents diminue, plus l’aide fédérale est substantielle.
- L’AFDC (Aid to Families with Dependent Children) entre 1935 et 1997, géré par l'United States Department of Health and Human Services : il s’agit d’aides versées aux mères au foyer ; le montant est proportionnel au nombre d’enfants à charge. Cette aide permet également d’avoir accès aux soins, aux repas gratuits des enfants dans les cantines scolaires[18] et aux coupons alimentaires (les « food stamps »[19]).
- Sous le mandat de Bill Clinton, l’AFDC est remplacée par le Temporary Assistance for Needy Families (TANF) : plus restrictif (la durée de l’aide est réduite à cinq ans, deux ans pour trouver un travail), le nombre de ses bénéficiaires a fortement reculé : en 2005, 1,9 million de familles recevaient des allocations contre 4,4 millions en 1996[14].
- Programme Headstart[20] : aide aux enfants de moins de cinq ans.
- Le Early Childhood Intervention est un programme d’aide en faveur des enfants en difficulté et de leur famille. Il implique un enseignement spécialisé et une aide juridique et psychologique pour la famille.
- Le SSI (Supplemental Security Income) est attribué aux personnes âgées dans le besoin, aux aveugles et aux handicapés[15].
- Le Low Income Home Energy Assistance Program (LIHEAP)[21] paie une partie des dépenses d’énergie des plus pauvres.

## Aides aux handicapés et aux invalides
- Le SSI (Supplemental Security Income) est attribué aux personnes âgées dans le besoin, aux aveugles et aux handicapés[15]. Au total, cette aide financière touche 6,6 millions d’Américains[2].
- l’OASDHI (Old-Age, Survivors, Disability and Health Insurance) est perçue par les retraités, les chômeurs, les handicapés et les veuves.

## Assurance maladie

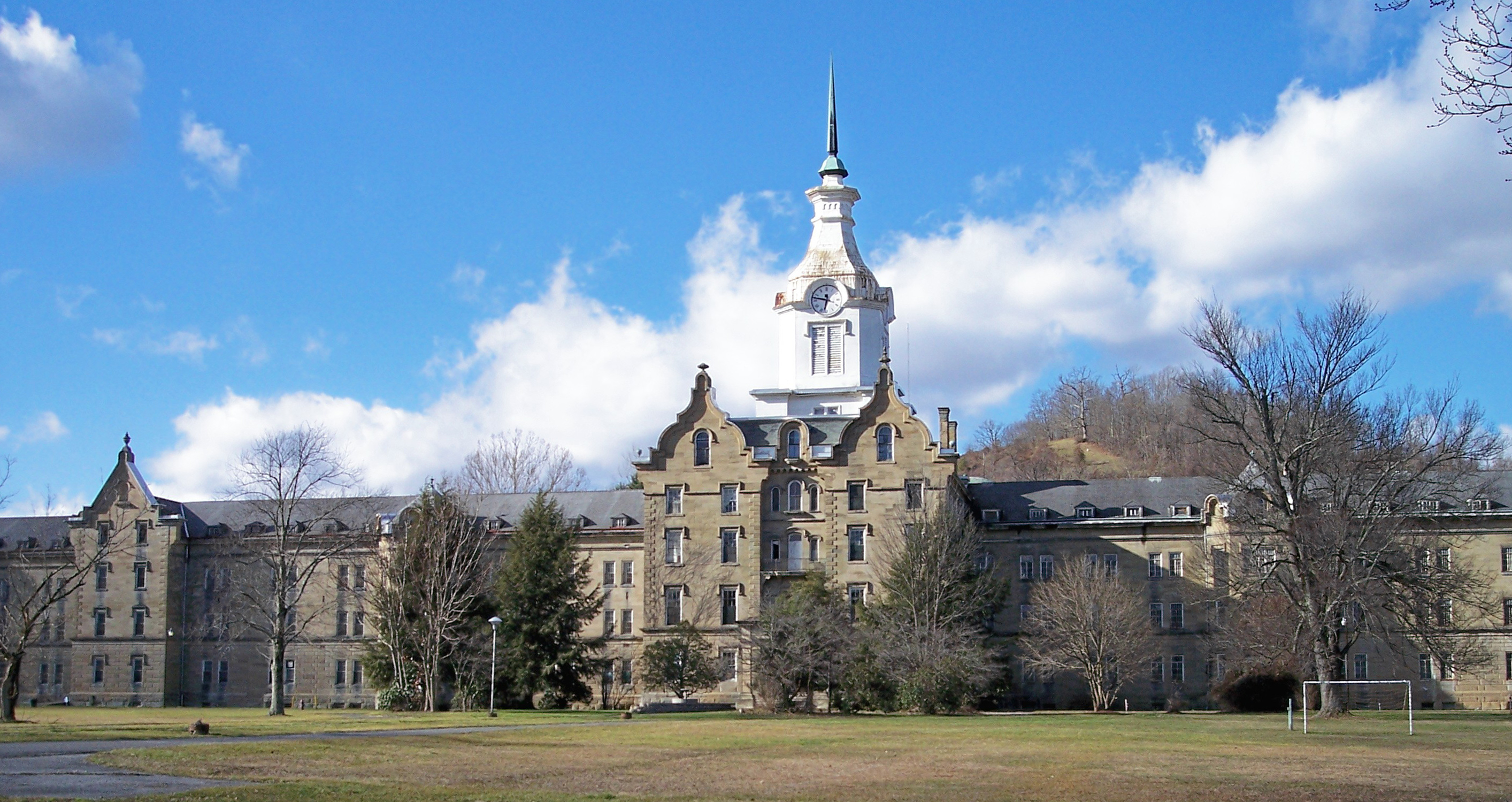
Weston State Hospital en Virginie-Occidentale.

En 2001, les dépenses de santé s’élevaient à 1 400 milliards de dollars, soit 14 % du PNB des États-Unis. Celles-ci ont augmenté pour atteindre 16 % du PIB en 2007. Si ces dépenses sont élevées, les résultats sont cependant moins satisfaisants que d'autres pays industrialisés. Ainsi, les États-Unis étaient 15e en 1997-1998 concernant les décès pouvant être évités (preventive deaths) et 19e en 2002-2003, alors que le budget total augmentait. Les preventive deaths incluent des décès dus, par exemple, à la rougeole, ou, quand ils arrivent avant l'âge de 70 ans, à l'épilepsie ou aux hernies. Selon une étude du Commonwealth Fund (en) fondée sur des statistiques de l'OMS, près de 100 000 vies par an (soit 0,03 % de la population américaine) pourraient être sauvées si le système de santé fonctionnait comme en France, au Japon ou en Australie.
La plupart des Américains qui sont assurés le sont via leur entreprise (58 % des Américains en 2007). À l'inverse, 37 millions de personnes n'étaient officiellement déclarés comme couverts chaque jour par une assurance maladie en 1998 ; leur nombre a augmenté sous l'administration George W. Bush (46,6 millions en 2005, soit 15,6 % de la population américaine). La plupart de ces personnes étaient entre deux emplois ou éligibles au programme de soins gratuits pour les personnes âgées (donc couverts mais non encore enregistrées dans ce programme, dont les bénéfices sont rétroactifs) ou encore présents dans le premier quintile des revenus. Ceux qui n'ont pas d'assurance maladie ont recours aux urgences, aux consultations des hôpitaux publics ou à but non lucratif, aux centres de santé communautaires, aux hôpitaux universitaires, qui offrent des soins gratuits. En 2009, 80 millions d'Américains sur une population totale de 305 millions d'habitants n'avaient soit pas d'assurance santé, soit étaient sous-couverts.
Le Health Maintenance Organization Act de 1973 (en) a requis des entreprises employant plus de 25 salariés qu'elles offrent à ces derniers la possibilité de souscrire gratuitement à une HMO (Health maintenance organization). Outre les HMO, le Managed Care Organization (nom par lequel on désigne les systèmes d'assurance maladie) comprennent aussi les PPO (Preferred provider organization). Les HMO restreignent les soins de santé possibles à l'intérieur d'un réseau spécifique (d'hôpitaux, de médecins, etc.), tandis qu'avec un PPO, plus coûteux, il est possible de consulter où on veut.
Dans certains cas, il peut être difficile de s'assurer de façon individuelle lorsqu'on ne peut passer par l'entreprise, notamment en fonction de son état de santé au moment de la demande d'assurance. Cela peut aussi coûter très cher (par exemple jusqu'à 2 000 dollars par mois pour la famille d'une avocate de 43 ans vivant en Pennsylvanie).
Malgré les assurances privées, le coût des soins demeure prohibitif, en particulier en raison des franchises imposés par de nombreuses assurances. Selon le American Journal of Medicine (2007), 62 % des faillites personnelles ont été provoquées, en 2007, par le coût des soins de santé; en 2001 (selon une étude faite sur cinq États), cette proportion était de 46 %,. Le nombre de faillites induit à cause de problèmes de santé a donc augmenté de 50 % entre 2001 et 2007. La plupart de ces faillites ont touché des personnes des classes moyennes, ayant fait de bonnes études. En 1981, 8 % des familles se mettant en faillite le faisaient après un problème sérieux de santé.
Le caractère privé des assurances-maladie a suscité d'importantes disparités, qui créent d'importants frais administratifs. Les assurances ne sont pas les mêmes en fonction de l’âge, de la profession, des ressources, du lieu, de la compagnie d'assurance, etc. C'est également la diversité qui marque les statuts des hôpitaux américains : hôpital public (dans les grandes villes, financé par les collectivités locales), hôpital privé, hôpital à but non lucratif (loi 501c), etc.
Peu d'États (Massachusetts, Hawaï) ont leur propre système de santé universel. Depuis 2000, l'Arizona a institué après un référendum d'initiative populaire une mesure de couverture médicale minimale pour les pauvres.
Outre ces assurances privées, l'État fédéral a mis en place, dans le cadre de la guerre contre la pauvreté initiée par le président Johnson, le Medicare et le Medicaid. Le Medicare, payant, s'applique aux retraités et aux handicapés. Similaire au Medicare, le Medicaid est réservé aux Américains les plus pauvres de tous les âges ; il est gratuit, financé par les États fédérés et subventionné par le gouvernement fédéral. Son financement diffère selon les États. En 2001, 33 millions d’Américains percevaient le Medicaid ; ils étaient environ 40 millions en 2007.
Depuis 1997, il existe aussi un programme d'assurance-santé pour enfants (SCHIP ou State Children's Health Insurance Program). Ce système est géré par les États fédérés et a permis de diminuer le nombre d'enfants non assurés d'un tiers en dix ans. En septembre 2007, le Congrès américain votait une rallonge du budget de ce programme, financée par la taxe fédérale sur le tabac. Plus de 70 % des Américains soutenaient alors cette initiative, d'après un sondage effectué pour le journal The Washington Post et ABC.
La réforme de l'assurance santé voulue par le président américain Barack Obama est votée par le Sénat en novembre 2009 et par la Chambre des représentants le 21 mars 2010. Elle contraint tous les Américains à souscrire une assurance avant 2014 sous peine d'amende. Elle interdit aux assurances de refuser de les couvrir en raison de leurs antécédents médicaux. Elle octroie une aide financière aux familles qui ont des revenus inférieurs à 88 000 dollars par an. La réforme doit coûter 940 milliards de dollars (695 milliards d'euros) sur dix ans. Son financement doit être assuré par des taxes sur les revenus élevés et la baisse des dépenses de soins.
Depuis 2017, au Texas, les avortements sont exclus des assurances maladie, même en cas de viol.
Le taux de mortalité maternelle aux États-Unis est le plus élevé des pays développés. En augmentation depuis les années 1980, il se situe en 2016 à 42,8 pour 100 000 naissances vivantes pour les Afro-Américaines. Pour les femmes blanches, le taux est moindre, mais élevé lui aussi : 12,5, contre 9,6 en France et 4 en Suède. Selon la National Organization for Women, ce record tient à l’absence d’assurance-maladie pour de nombreuses mères.

## Avantages sociaux des actifs

### Généralités
Les conditions de travail sont réglementées par la loi fédérale FLSA (Federal Labor Standards Act) qui fixe notamment la durée du travail hebdomadaire maximale.
Au 24 juillet 2009, le salaire minimum fédéral est de 7,25 dollars de l'heure. Chaque État et même chaque ville peut fixer son propre salaire minimum, à la condition que celui-ci soit supérieur au plancher fédéral. Par exemple, Santa Fe, au Nouveau-Mexique, a un salaire minimum en 2009 de 9,92 $ de l'heure et San Francisco, en Californie de 9,79 $. Il est de 8 $ de l'heure dans le Massachusetts et de 8,55 $ dans l'État de Washington.
Le nombre de personnes payées au salaire minimum (essentiellement des femmes) est en baisse ; entre 1997 et 2004, il a chuté de 2,8 millions aux États-Unis pour ne représenter que 1,4 % de la population salariée aujourd'hui. En 2009, le seuil de pauvreté est de 18 310 dollars pour une famille de trois personnes.

### Assurance chômage
L'assurance chômage a été instituée sur une base nationale en vertu de la loi de sécurité sociale de 1935. Il s'agit d'un programme mixte (fédéral et État). Chaque État gère son propre programme en respectant les lois cadres fixées au niveau fédéral.
Pour pouvoir prétendre à des prestations, il faut que le travailleur se retrouve involontairement au chômage, soit inscrit auprès d'un bureau de chômage public et justifie d'une certaine durée d'activité antérieure ainsi que de certains revenus au cours de la période de référence, soit apte au travail et fasse des efforts pour retrouver un emploi.
Le montant des prestations hebdomadaires servies varie en fonction de la formule utilisée dans chaque État et du salaire perçu antérieurement à la réalisation du risque. Le montant varie dans la limite d'un minimum et d'un maximum.
La période de référence de prise en compte des salaires, et les formules de calcul des prestations en fonction de ces salaires varient fortement entre les États.
La durée de versement des prestations est en général de 26 semaines. Toutefois les prestations peuvent être versées pendant 13 semaines supplémentaires lorsque le taux de chômage de la région est très élevé. Le financement de ces prestations supplémentaires est effectué pour moitié sur les réserves des États et pour moitié par l'Union.

## Invalidité
- Elle peut donner lieu, dans certains cas, à deux tiers du salaire[17]. Voir Accident du travail aux États-Unis pour plus de détails.
- Invalides de guerre : depuis la Guerre de Sécession, le gouvernement fédéral octroie des pensions aux anciens combattants américains.

## Retraites
En 2005, le système des retraites procurait plus de la moitié de leurs revenus aux deux tiers des retraités des États-Unis. Dans le système des retraites américain, il existe plusieurs régimes d’assurance :
- Social security : retraite fédérale instituée pendant le New Deal, calculée en fonction du nombre d’années travaillées, des cotisations versées et de l’inflation. À la fin des années 1990, le gouvernement fédéral dépensait 289 milliards de dollars pour le système des retraites obligatoires[43].
- Pensions : payées par les grandes entreprises et les administrations publiques : voir la loi ERISA (Employee Retirement Income Security Act) et fonction publique aux États-Unis.
- Retraite par capitalisation ou IRA (Individual Retirement Account) consiste en des plans d’épargne-retraite et des fonds de pension.
- Medicare est le système de soins pour les Américains âgés de plus de 65 ans. Le retraité paye une cotisation mensuelle de 135$ en 2019 (obligatoire) et, pour couvrir les petits soins non couverts, une petite cotisation supplémentaire assurance-maladie (facultative).
- Les retraités les plus pauvres reçoivent des aides fédérales complémentaires (l’OASDHI) et pour les soins (Medicaid, un régime gratuit qui remplace Medicare, le système payant).

## Polémique sur l'aide sociale: programmes conditionnels etworkfare
Certains aspects du système d'aide sociale — en particulier les allocations versées au titre de l'AFDC — ont soulevé de nombreuses critiques depuis les années 1980, tandis que le système lui-même est devenu un enjeu électoral. Bien des Américains de la classe moyenne désapprouvent que l'argent de leurs impôts serve à entretenir des personnes qui, estiment-ils, ne sont pas disposées à travailler. Certains détracteurs, tel Lawrence Mead affirment que la dépendance à l'égard de l'aide sociale tend à devenir un état permanent qui se transmet d'une génération à l'autre. Mais d'autres experts soutiennent qu'à moins de détruire les causes de la pauvreté — manque de formation et absence d'ouvertures — l'aide sociale demeure le seul rempart contre la misère absolue.
L'idée que les programmes sociaux ont tendance à piéger les pauvres (en particulier à travers les « trappes à inactivité ») et à les condamner à la dépendance en leur refusant la maîtrise de leur existence a fait redéfinir certains projets fédéraux. Ainsi, les locataires de logements sociaux ont désormais la possibilité d'en devenir propriétaires et d'en assurer la gestion et l'entretien. Le welfare a progressivement été transformé en workfare, bien que ce nouveau modèle ait lui aussi fait l'objet de critiques, certains parlant de « slavefare ».
Divers programmes conditionnels, conçus pour inciter à l'insertion dans le monde professionnel, ont été mis en œuvre dans les années 1980. L'aide sociale n'est alors versée qu'à condition que le récipiendaire satisfasse certaines obligations (assiduité scolaire, recherche d'emploi, travaux d'intérêt général, etc.). Le premier programme WIN (Work Incentive, mis en place à New York, date de 1967). En 1986, la Californie a mis en place le programme GAIN (Greater Avenues for Independence). Mais pour des raisons diverses, ces programmes n'ont rempli que de façon très modeste leurs objectifs. Ainsi, sur 650 000 familles qui étaient au welfare au début des années 1990, moins de 2 000 effectuaient des travaux de workfare en échange des allocations perçues.
Le Family Support Act de 1988 marque ainsi un tournant, en mettant en avant une exigence de formation pour les récipiendaires de l'AFDC, et octroyant des subventions pour inciter les États à prendre en charge les enfants des mères, afin qu'elles puissent travailler.
On a aussi parlé de programmes Workfare, Learnfare, Wedfare. Ainsi, depuis 1988, dans le Wisconsin, les allocations sont réduites si les enfants ne vont pas à l'école. De même, au Wisconsin et dans le New Jersey, des allocations supplémentaires sont versées si les parents se marient, et au contraire bloquées s'ils ont de nouveaux enfants.
Un consensus s'est formé en 1996 en faveur d'une action élargie. Une nouvelle loi a reformulé l'aide sociale en remplaçant l'AFDC par le Programme d'assistance temporaire aux familles nécessiteuses (TANF), un système d'assistance alimenté par des fonds fédéraux, mais administré par les États. La loi limite en outre l'assistance à cinq ans, exige des adultes en bonne santé qu'ils travaillent au bout de deux ans d'allocations, supprime les indemnités accordées aux immigrants qui ne se sont pas fait naturaliser et n'accorde de bons alimentaires que pour une période de trois mois, sauf si les bénéficiaires travaillent. Le 22 août 1996 est signé le Personal Responsibility and Work Opportunity Act (« loi sur la responsabilité individuelle et le travail »). La Chambre des représentants décrit, dans son rapport de soutien à la loi, le système d'assistance publique comme contredisant les valeurs américaines que sont le travail, la famille, la responsabilité personnelle et l'autosuffisance. Le sociologue Loïc Wacquant juge qu'elle « instaure le dispositif social le plus régressif promulgué par un gouvernement démocratique au XXe siècle ».
En 2006, 47 millions sur 305 millions d'Américains n'avaient pas de couverture sociale.
Les républicains veulent annuler l'« Obamacare », qui avait augmenté le nombre de personnes couvertes par l'assurance maladie. Ils défendent également l'idée de réduire l’accès aux aides sociales pour les pauvres en les conditionnant au travail. Ainsi, les personnes pauvres sans emplois perdraient leur accès à la couverture maladie. Ou encore restreindre l’aide alimentaire accordée sous forme de coupons (food stamps).
Selon l'universitaire américaine Ioana Marinescu, « Il est vraisemblable que la pauvreté tue particulièrement aux États-Unis parce que les politiques d’assurance sociale et d’aide aux plus défavorisés sont parmi les moins généreuses parmi les pays riches ».